# Črevesna flora
Črevesna flora so mikroorganizmi v debelem črevesu, ki so normalni in koristni, spremenjeni po številu in/ali sestavi pa so lahko patogeni. Normalna črevesna flora zajema aerobne in anaerobne bakterije, viruse, glive in redke amebe in obsega pri človeku približno tretjino mase izločenega blata.

## Vloga
Črevesna mikrobiota ima številne vloge skrbi za vzdrževanje črevesne homeostaze, tvori naravno pregrado pred naselitvijo
patogenih bakterij, prebavlja in vpliva na resorpcijo hranil, vpliva na imunski sistem in modulira izražanje genov. Presnovna dejavnost črevesne flore je enaka dejavnosti organa – je nekak virtualni organ v organu.